# Nébuleuse du Boomerang
Pour les articles homonymes, voir Boomerang (homonymie).
La nébuleuse du Boomerang, aussi appelée nébuleuse bipolaire du Centaure et parfois nébuleuse du Nœud papillon (à ne pas confondre avec NGC 40), est une protonébuleuse planétaire située à 5 000 années-lumière de la Terre dans la constellation du Centaure.

## Particularité
La température de la nébuleuse est de 1 kelvin (soit −272 °C), ce qui fait d'elle l'objet naturel connu le plus froid,,. Sa température se situe en dessous de celle du fond diffus cosmologique (2,728 K) et c'est le seul objet naturel connu dans ce cas. Cette température particulièrement basse s'explique par la détente du gaz, expulsé à 500 000 km/h (soit environ 140 km/s) par l'étoile centrale.